# Tylonycteris robustula
Tylonycteris robustula är en fladdermusart som beskrevs av Thomas 1915. Tylonycteris robustula ingår i släktet Tylonycteris och familjen läderlappar. Internationella naturvårdsunionen kategoriserar arten globalt som livskraftig.
Inga underarter finns listade i Catalogue of Life. Wilson & Reeder (2005) skiljer mellan två underarter.
Denna fladdermus förekommer i Sydostasien. Utbredningsområdet sträcker sig från södra Kina över Myanmar, Laos, Vietnam, Thailand, Kambodja och Malackahalvön till västra Filippinerna, Sulawesi och Timor. I bergstrakter når arten 1000 meter över havet. Habitatet utgörs av skogar med bambu som undervegetation eller av regioner som helt är täckta av bambuväxter.
Tylonycteris robustula vilar i håligheter av tjocka bambustjälkar eller i grottor. Vid viloplatsen samlas flockar med upp till 32 medlemmar. Arten äter termiter och kanske andra ryggradslösa djur. Efter dräktigheten som ungefär varar tre månader föds vanligen tvillingar.
Individerna når en kroppslängd (huvud och bål) av 3,5 till 5,0 cm och en svanslängd av cirka 2,5 till 3,5 cm. Underarmarna som bestämmer djurets vingspann är ungefär 2 till 3 cm långa. Med en vikt på 7,1 till 11,2 gram är Tylonycteris robustula den tyngsta arten i släktet. Den har liksom den tjockfotade fladdermusen tjockare handflator och fotsulor.